# Luis García de Valdeavellano
Luis García de Valdeavellano y Arcimís (Madrid, 19 d'agost de 1904 – Madrid, 29 de març de 1985) va ser un historiador espanyol, considerat una autoritat en l'edat mitjana i la Història de les Institucions.
Va fer estudis de dret, concloent en el seu doctorat (1931). Es va iniciar en la recerca històrica i el medievalismo gràcies al seu contacte amb Claudio Sánchez Albornoz, formant part des de 1928 del Centro de Estudios Históricos. Catedràtic d'Història del Dret en la Universitat de Barcelona (1933) i d'Història de les Institucions en la Universitat de Madrid (1954). Membre de la Reial Acadèmia de la Història (1960).
En la seva memòria s'ha fundat en la Universitat de Valladolid la Càtedra Luis García de Valdeavellano, per fomentar els estudis i recerques sobre Història d'Espanya, i de forma especial sobre la història de les seves institucions polítiques, econòmiques i socials.

## Obres
- «Economía natural y monetaria en León y Castilla durante los siglos IX, X y XI», Moneda y Crédito. Revista de Economía, vol. n.º 10, 1944.
- «Beneficio y Prestimonio. Dos documentos castellanos que equiparan ambos términos», Cuadernos de Historia de España, IX. Buenos Aires: 1948, págs. 154-160.
- Sobre los burgos y los burgueses en la España medieval. Madrid: Real Academia de la Historia, 1960. Discurso de ingreso en la Real Academia de la Historia.
- Orígenes de la burguesía en la España medieval. Ed. Espasa-Calpe, Madrid, 1969
- El mercado. Apuntes para su estudio en León y Castilla durante la Edad Media, Sevilla, Universidad, 1975.
- Estudios medievales de Derecho Privado. Sevilla: Publicaciones de la Universidad, 1977. ISBN 84-7405-033-2
- Historia de España antigua y medieval. Madrid: Alianza Editorial, 1980. ISBN 84-206-9100-3
- Historia de España. De los orígenes a la Baja Edad Media. Madrid: 1952. Reed. en Alianza Editorial, 1980. ISBN 84-206-8993-9
- Curso de Historia de las Instituciones españolas : De los orígenes al final de la Edad Media (1968) - Madrid : Revista de Occidente, 1968 - ed. post. Madrid : Alianza Editorial, 1982 - ISBN 84-206-8053-2. Reed. en Alianza Editorial, 1998. ISBN 84-206-8175-X
- El feudalismo hispánico y otros estudios de historia medieval. Barcelona: Crítica, 2000. ISBN 84-8432-145-2